# Stünzhain
Stünzhain ist eine Ortslage des Ortsteiles Ehrenberg der ostthüringischen Skat- und Residenzstadt Altenburg.

## Lage
Stünzhain liegt nordöstlich von Ehrenberg unweit der Bahnstrecke Leipzig–Hof. Im Norden des Orts liegt Paditz mit dem Flächennaturdenkmal Paditzer Schanzen. Die Kreisstraße 208 erfasst das Dorf verkehrsmäßig. Ackerbaulich befindet sich die Gemarkung in der Niederung der Pleiße und im Altenburger Lösshügelland.

## Geschichte
Zwischen 1181 und 1214 fand die urkundliche Ersterwähnung des Dorfes statt. Der Ort gehörte zum wettinischen Amt Altenburg, welches ab dem 16. Jahrhundert aufgrund mehrerer Teilungen im Lauf seines Bestehens unter der Hoheit folgender Ernestinischer Herzogtümer stand: Herzogtum Sachsen (1554 bis 1572), Herzogtum Sachsen-Weimar (1572 bis 1603), Herzogtum Sachsen-Altenburg (1603 bis 1672), Herzogtum Sachsen-Gotha-Altenburg (1672 bis 1826). Bei der Neuordnung der Ernestinischen Herzogtümer im Jahr 1826 kam der Ort wiederum zum Herzogtum Sachsen-Altenburg. Nach der Verwaltungsreform im Herzogtum gehörte er bezüglich der Verwaltung zum Ostkreis (bis 1900) bzw. zum Landratsamt Altenburg (ab 1900). Das Dorf gehörte ab 1918 zum Freistaat Sachsen-Altenburg, der 1920 im Land Thüringen aufging. 1922 kam es zum Landkreis Altenburg.
Bei der zweiten Kreisreform in der DDR wurden 1952 die bestehenden Länder aufgelöst und die Landkreise neu zugeschnitten. Somit kam der Ort mit dem Kreis Altenburg an den Bezirk Leipzig; jener gehörte seit 1990 als Landkreis Altenburg zu Thüringen und ging 1994 im Landkreis Altenburger Land auf. Am 1. Juli 1950 wurde Stünzhain nach Ehrenberg und mit diesem 1993 nach Altenburg eingemeindet. Rund 60 Personen wohnen im Dorf.

## Kirche
- Dorfkirche Stünzhain

## Persönlichkeiten
- Hannibal Germanus von Schmertzing (1660–1715), königlich polnischer und kurfürstlich sächsischer Kammerherr, Oberhofmeister und Amtshauptmann der Ballei Thüringen sowie Ritter des Johanniterordens, wurde am 20. August 1715 in der hiesigen Kirche begraben.
- Eckart Kroneberg (1930–2013), Schriftsteller